# آمورینو
آمورینو (انگلیسی: Amorino) شرکت خرده‌فروشی فرانسوی است، که در سال ۲۰۰۲ تأسیس شد.